# 台中市第二市場

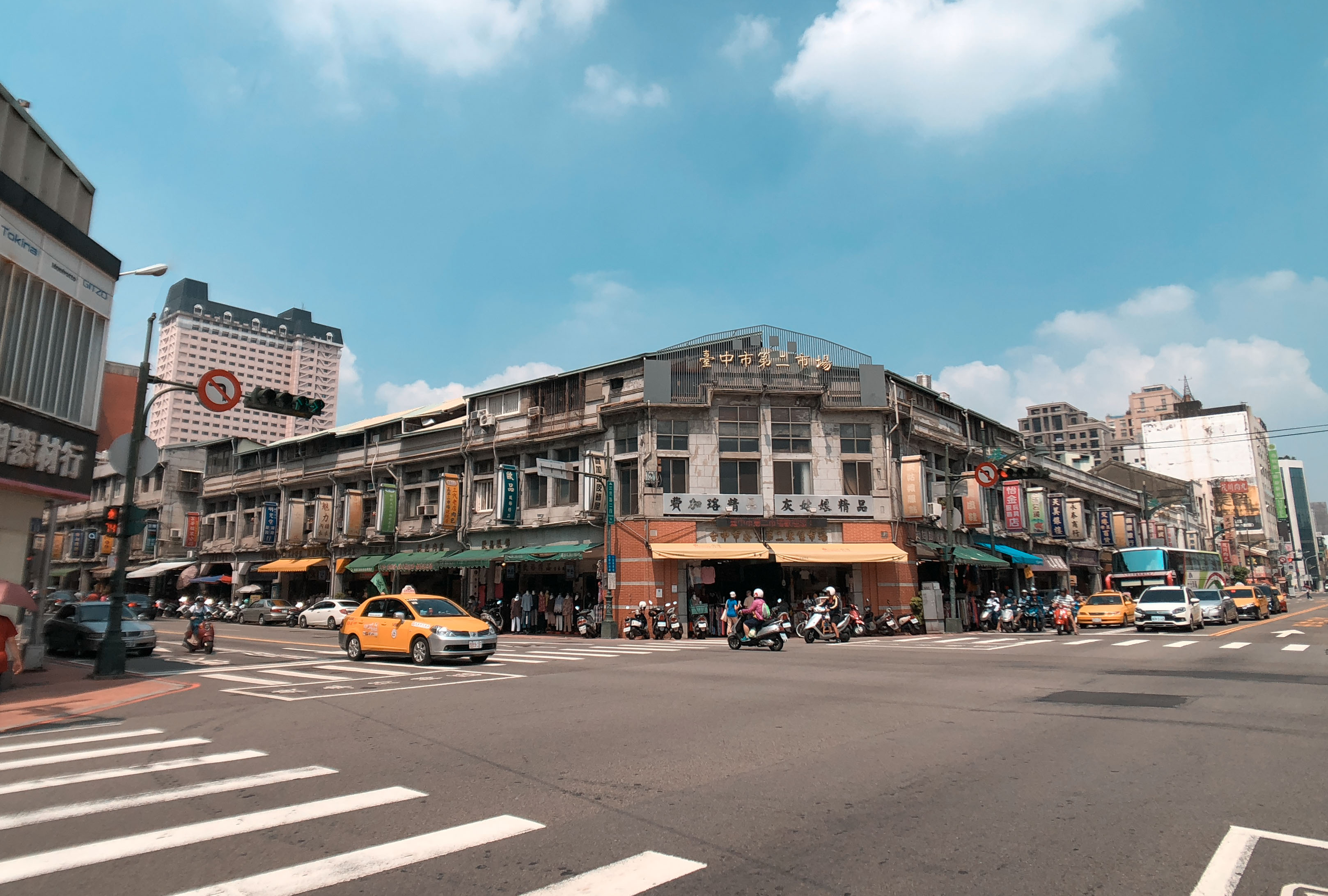
台中市第二市場

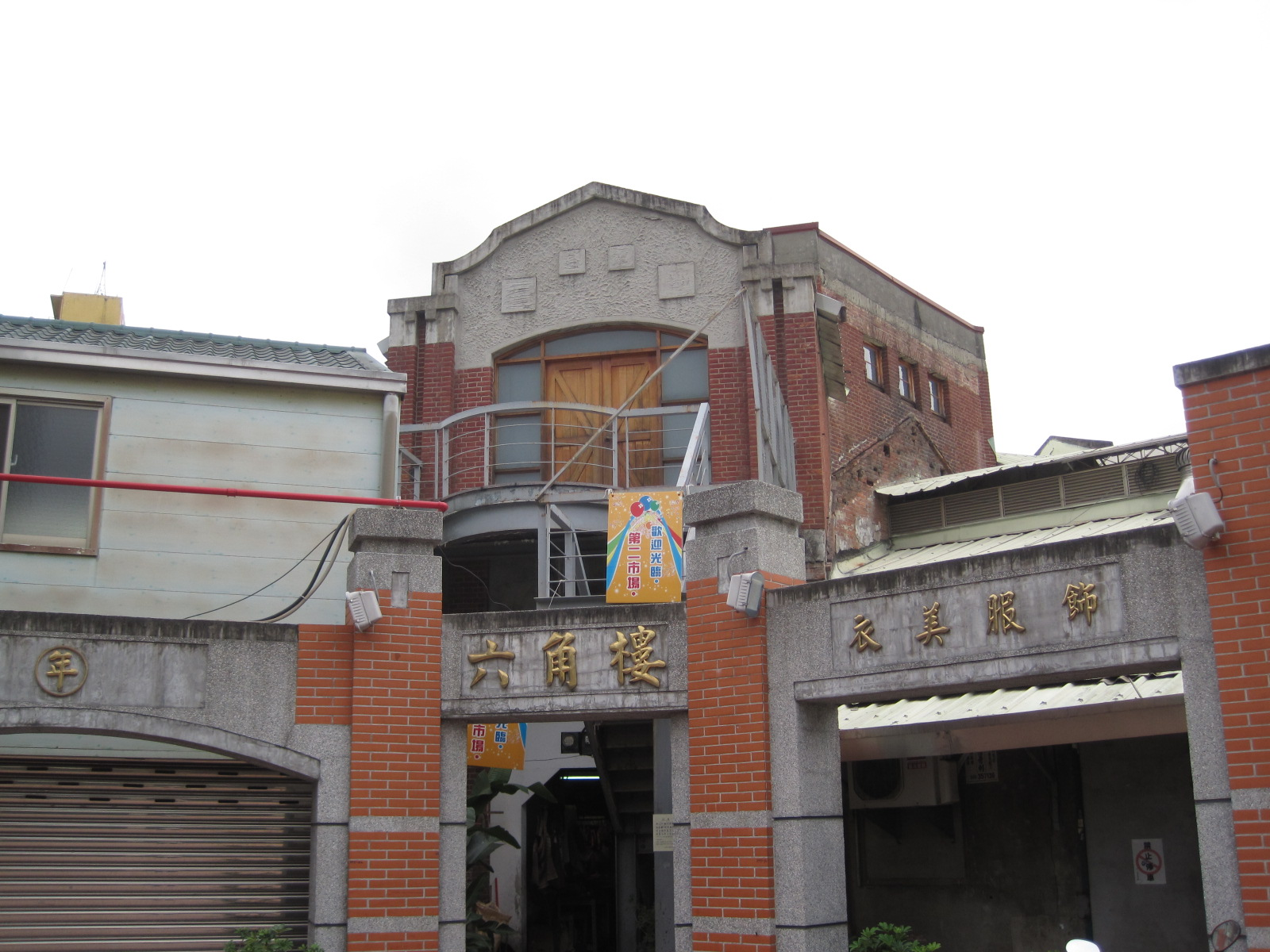
六角楼

台中市第二市場（タイヂォンシディアーシーチャン）は台中市中区にある市場。三民路と台灣大道一段の交差点に位置し、六角形平面をもつ「六角楼」という建物を中心として、建屋が集まって構成される市場である。
日本による台湾統治時代の1917年に日本人向けの高級市場として開設した。当時は新富町市場と呼ばれていた。1936年に火災が発生するも、すぐに復旧した。太平洋戦争の終戦を経て1946年には「武德宮」という廟が場内に置かれ、これは現在まで存続している。2005年には台中市により修復工事が行われた。
2000坪を超える敷地に、B級グルメ、生鮮食品や乾物屋、衣料品店など300近いテナントが入っている。